# Mavricij Borc
Mavricij Borc (partizansko ime Šimen), slovenski sindikalni delavec, * 22. september 1910, Šmarca, † 30. december 1956, Ljubljana.

## Življenje in delo
Pred 2. svetovno vojno je bil vodilni funkcionar krščanskosocialistične strokovne organizacije v kamniškem okrožju ter v okviru Jugoslovanske strokovne zveze predsednik Zveze lesnih delavcev Slovenije. V narodnoosvobodilni borbi je sodeloval od 1941. Spomladi 1944 je po prehodu v ilegalo postal član okrajnih organov v Komendi in bil sprejet v Komunistično partijo Slovenije. Na zboru gorenjskih aktivistov maja 1944 je bil izvoljen za člana pokrajinskih odborov Osvobodilne fronte in Delavske enotnosti. Po koncu vojne je opravljal mnoge sindikalne funkcije: bil je tajnik republiškega odbora tekstilnih delavcev, od 1949 tajnik glavnega odbora Zveze sindikatov Slovenije, leta 1953 je bil izvoljen za poslanca Skupščine Ljudske republike Slovenije, kjer je bil do smrti prvi predsednik (novoustanovljenega) zbora proizvajalcev.